# 地士道城
地士道城是加拿大安大略省多倫多的一個多元文化的社區。它由怡陶碧谷的亞比安道夾伊斯靈頓路路口周圍的區域組成。（怡陶碧谷與其他五個城市及一個地區政府於1998年合併形成了新的多倫多市。）
地士道城的邊界基本上是沿漢伯河劃定：南邊是漢伯河西支，東邊稍稍越過河流，北邊是威廉奧斯勒醫療系統下屬的怡陶碧谷全科醫院。西部邊界是基伯齡路，儘管伊斯靈頓路以西的社區部分有時被認為是一個名為博蒙德嶺（Beaumonde Heights）的獨立區域。
這個地區發生了許多變化，許多族裔到達並蓬勃發展。目前，地士道城的亞比安道夾伊斯靈頓路處擁有大量印度商舖及服務。各種加勒比、美洲原住民、印度、斯里蘭卡及巴基斯坦商店也加入了他們的行列。居住在該地區的人中有43%來自南亞，非洲裔加勒比人佔22%。一個地標是位於河谷徑34號（34 Riverdale Drive）的Franklin Carmichael Art Group。

## 歷史

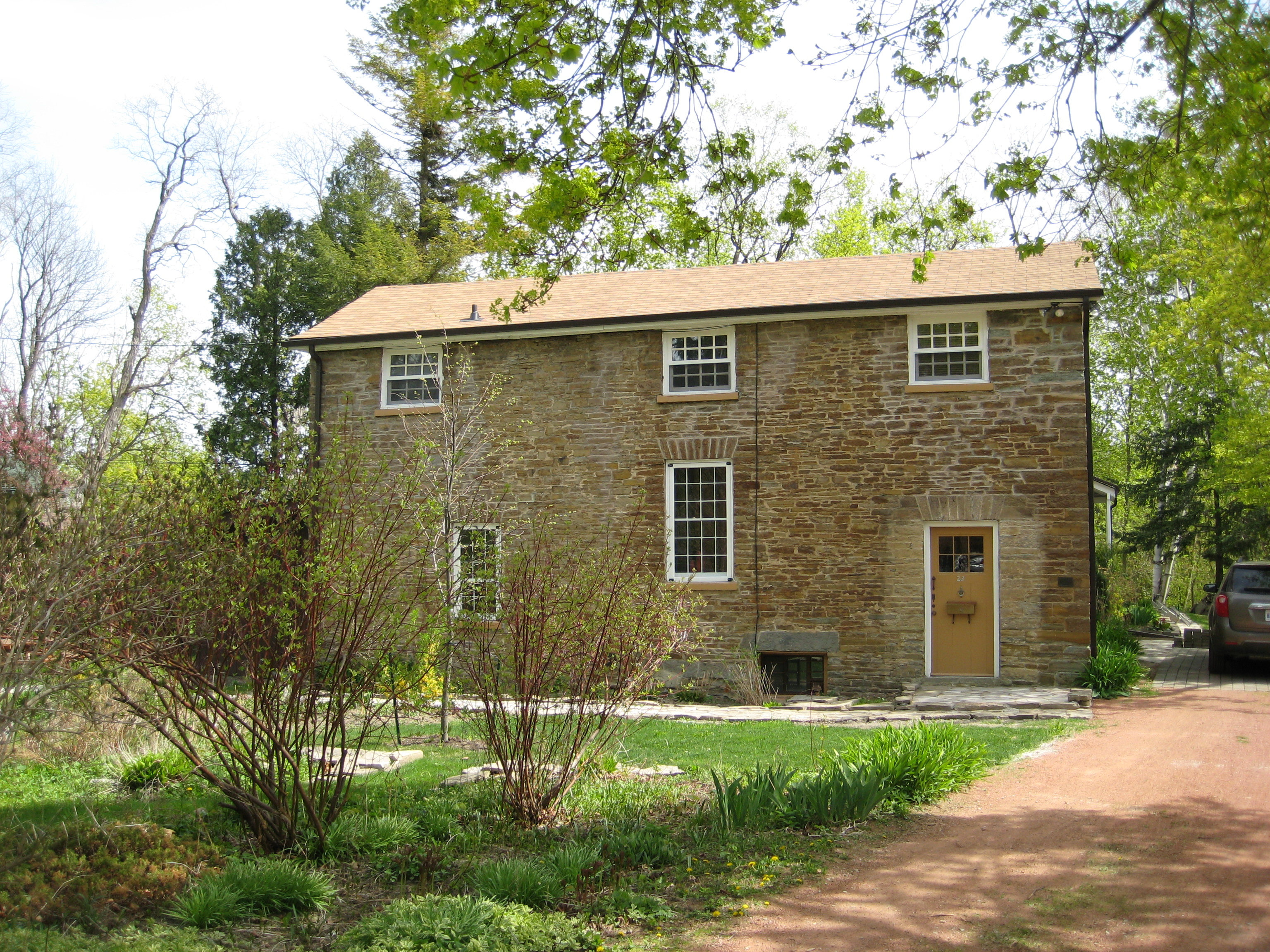
John Grubb於1832年在地士道城建造了他的房屋。

1847年，John Grubb（1783-1850）在亞比安道夾伊斯靈頓路的路口周圍規劃了地士道城村（最初稱為聖安德魯斯［St Andrew's］）。Grubb於1833年由蘇格蘭移居至怡陶碧谷。這處房產是John Grubb農田的一部分。Grubb是亞比安道夾韋斯頓道（Weston Road）棧道收費公路公司的發起人、區議會（Home District Council）議員及裁判官。雖然最初被稱為聖安德魯斯（St. Andrew's，可能是為了紀念他的蘇格蘭血統，以蘇格蘭的主保聖人聖安德烈命名），但後來為了紀念當地醫師威廉·地士道（William Thistle）博士而更名為地士道城。
1933 年，地士道城成為警政村，並選出了2名受託人。
在1950年代後期，不斷擴大的多倫多市發展到地士道城，當時在亞比安道以北及以東的本地馬鈴薯農場開發了一個分區亞比安花園（Albion Gardens）。

## 設施
- 地士道城兒童及青少年區域中心（Thistletown Regional Centre of Children and Adolescents） - started as The Hospital for Sick Children Thistletown Branch in 1927[4]
- 亞比安西廣場（Albion West Plaza）

### 公園
- 亞比安花園公園（Albion Gardens Park）
- 博蒙德嶺公園（Beaumonde Heights Park）
- 基柏齡嶺公園（Kipling Heights Park）
- 朗翠妙斯公園（Rowntree Mills Park） - named for Joseph Rowntree, a 19th century settler who established the "Greenholme Mills" on the Humber River, including a grist mill built in 1848 in Etobicoke.[5]

### 教堂
- 路德會救主堂（Our Saviour Lutheran Church，1957年）
- 地士道城浸信會教堂（Thistletown Baptist Church）
- 團契長老會教堂（Fellowship Presbyterian Church，2012年由Albion Gardens及Pine Ridge合併）
- 聖安德魯斯天主堂（St Andrews Roman Catholic Church）

## 學校

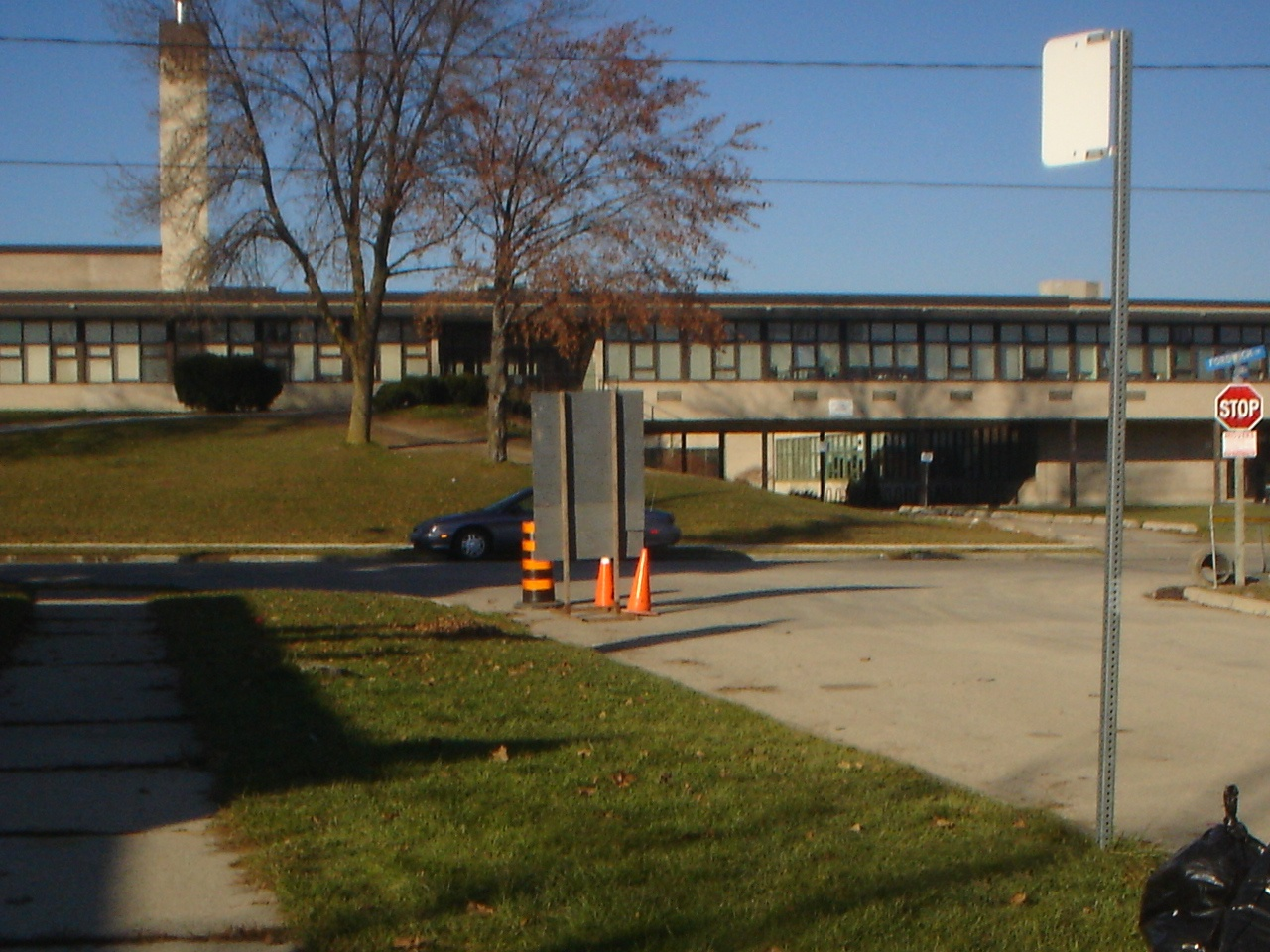
地士道城書院位於地士道城，是一所由多倫多公校教育局管理的中學

三個公校教育局在社區運營小學，即維亞蒙德公校局（Conseil scolaire Viamonde，簡稱CSV）、多倫多天主教教育局（TCDSB）及多倫多公校教育局（TDSB）。它們運營的小學包括：
- 地士道城公立學校（Thistletown Public School）於1874年開設，在1901年向東搬至Village Green之前位於亞比安道（Albion Road）以南的依士靈頓路（Islington Avenue）東側。1947年建造了一座新校舍，學校在1985年被怡陶碧谷教育局（Etobicoke Board of Education）關閉之前更名為地士道城中級學校（Thistletown Middle School）。現今，學校原校舍現在作為一個多服務社群中心運作。[6]
- 寶賓初級學校（Braeburn Junior School）
- 聖安德魯斯天主教小學（St Andrews Catholic Elementary School）[7]
- 聖若翰·維雅納天主教小學（St John Vianney Catholic Elementary School）[8]
- 博蒙德嶺初級中學（Beaumonde Heights Junior Middle School）
- 聖諾衛‧沙巴尼天主教小學（École élémentaire catholique Saint-Noël-Chabanel）

多倫多公校教育局是該地區唯一一家運營中學的公校局，其運營有地士道城書院。